# Sporothrix ghanensis
Sporothrix ghanensis är en svampart som beskrevs av de Hoog & H.C. Evans 1974. Sporothrix ghanensis ingår i släktet Sporothrix och familjen Ophiostomataceae.   Inga underarter finns listade i Catalogue of Life.